# Gaur (Nepal)
Gaur is een stad (Engels: municipality; Nepalees: nagarpalika) in het zuiden van Nepal, en tevens de hoofdstad van het district Rautahat. De stad telde bij de volkstelling in 2005 27.327 inwoners, in 2011 34.937 inwoners.
Op 21 maart 2007 werden vlak bij de stad 29 mensen, voornamelijk maoïsten, vermoord door leden van het Forum voor de Rechten van de Madhesi.